# Tonglu (Westbengalen)
Der Tonglu ist ein Berggipfel im Singalila-Kamm im östlichen Himalaya. Er liegt an der Grenze zu Nepal des Distrikts Darjeeling im indischen Bundesstaats Westbengalen und im Süden des Singalila-Nationalparks. Seine Höhe liegt bei 3070 m. Tonglu liegt etwa zwei Kilometer und eine Stunde zu Fuß von dem Dorf Meghma entfernt. Eine Wanderroute entlang des Singalila-Gebirgskamms bietet eine Aussicht auf einige der höchsten Berge der Welt. Sie geht südlich von Manebhajan aus. Weitere Gipfel weiter nördlich sind der Sandakphu (3636 m) und der Phalut (3600 m).